# 美國第十八航空隊
第十八航空队（英語：Eighteenth Air Force）是美国空军机动司令部下属的一个编号航空队，指揮部位于伊利诺伊州的斯科特空军基地。